# Кодинск (городское поселение)
Го́род Ко́динск — муниципальное образование со статусом городского поселения в Кежемском районе Красноярского края.
Административный центр — город Кодинск.
В рамках административно-территориального устройства соответствует административно-территориальной единице город Кодинск (с подчинённым ему населённым пунктом).

## Население
| 2010    | 2011    | 2012    | 2013    | 2014    | 2015    | 2016    |
| ------- | ------- | ------- | ------- | ------- | ------- | ------- |
| 15 007  | ↗15 190 | ↗15 826 | ↗16 046 | ↗16 182 | ↗16 217 | ↗16 348 |
| 2017    | 2021    |         |         |         |         |         |
| ↗16 438 | ↘13 431 |         |         |         |         |         |

## Состав
В состав городского поселения входят 2 населённых пункта:
| № | Населённый пункт | Тип населённого пункта        | Население |
| - | ---------------- | ----------------------------- | --------- |
| 1 | Кодинск          | город, административный центр | ↘13 324   |
| 2 | Сыромолотово     | деревня                       | ↗126      |

## Местное самоуправление
Дата избрания:11.09.2020. Срок полномочий: 5 лет
Глава муниципального образования
- Желябин Олег Викторович. Дата избрания:11.09.2020. Срок полномочий: 5 лет